# Senckenberg-Eibe

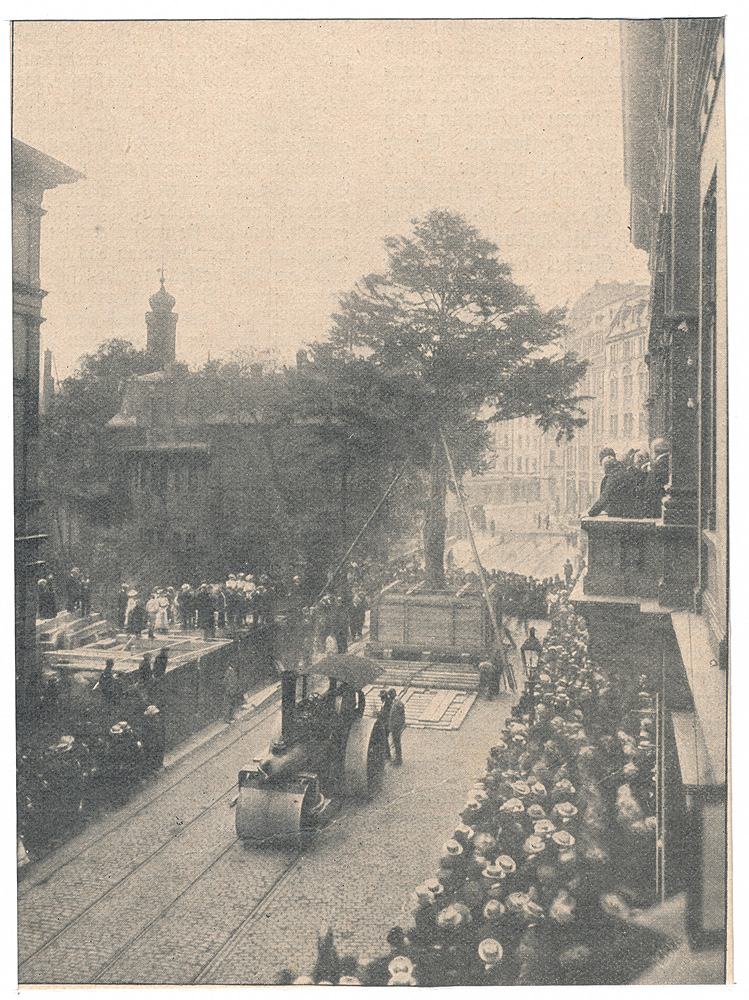
Die Senckenberg-Eibe bei ihrem Umzug 1907. Scan vom Originalabzug.

Die Senckenberg-Eibe (auch als „Alte Eibe“ bezeichnet) ist eine etwa 400-jährige Eibe (Taxus baccata), die heute im Palmengarten in Frankfurt am Main steht und zu den ältesten Eiben in Deutschland zählt.
Bekannt wurde die nach Johann Christian Senckenberg benannte Eibe, als sie – als ausgewachsener, etwa 300 Jahre alter und ca. 12 m hoher Baum – im Jahr 1907 verpflanzt wurde. Damit war sie zu dieser Zeit einer der größten je verpflanzten Bäume. Die Senckenberg-Eibe steht am nordöstlichen Rand des Palmengartens, südlich eines Spielplatzes und nördlich eines Gewächshauses.

## Geschichte
Die Eibe soll laut der lokalen Überlieferung bereits vor dem Dreißigjährigen Krieg (1618–1648) gepflanzt worden sein.
- 1766 kaufte Johann Christian Senckenberg das Gelände (am Eschenheimer Turm), auf dem die „Alte Eibe“ stand – dort entstand der alte Botanische Garten, der sich später im Besitz der Senckenberg-Stiftung befand.
- 1907 wurde das Gelände von der Senckenberg Gesellschaft für Naturforschung verkauft. Um die Eibe zu erhalten, sollte sie in den neuen Botanischen Garten verpflanzt werden, der nördlich des Palmengartens angelegt wurde. Um die Verpflanzung der Eibe zu ermöglichen, wurde bereits drei Jahre zuvor damit begonnen, durch die Ziehung eines Grabens um die Eibe ihren Wurzelraum zu beschränken und eine Wurzelbildung in der bei der Verpflanzung mitzunehmenden Erde sicherzustellen. Im April und Mai 1907 wurde der Erdballen der Eibe mit einem Holzkasten umgeben, auf Rollen gelagert und die etwa 45 Tonnen schwere Konstruktion wurde im Mai und Juni, von zwei Dampfwalzen gezogen, über eine Strecke von ungefähr 3,5 Kilometern an ihren neuen Standort transportiert und dort wieder eingepflanzt.
- 1960 wurde das Gelände des Botanischen Gartens samt Senckenberg-Eibe in den Palmengarten Frankfurt integriert.